# Para Coopera
Para Coopera – układ dwóch fermionów (np. elektronów) oddziałujących ze sobą poprzez drgania sieci krystalicznej – fonony, opisany przez Leona Coopera i będący elementem teorii BCS nadprzewodnictwa niskotemperaturowego. Fermiony tworzące parę Coopera mają połówkowe spiny (które są skierowane w przeciwnych kierunkach); jednak wypadkowy spin układu jest całkowity – czyli para Coopera jest bozonem. Elektrony tworzące parę Coopera są opisywane przez funkcje falowe z przeciwnymi wektorami falowymi.
W 1956 roku Leon Cooper wykazał, że prąd elektryczny w nadprzewodnikach jest przenoszony nie przez pojedyncze elektrony, lecz pary związanych elektronów, zwane parami Coopera.
Istotne dla zjawiska korelacji dwóch elektronów w parę jest obniżenie temperatury i wykazywanie właściwości nadprzewodzących materii. Kolektywizacja stanu do której dochodzi, jest przejściem od natury fermionowej do bozonowej. Kondensujący stan zwiększa swój udział, gdyż jest to energetycznie korzystne dla jego istnienia przy zachowaniu wcześniej wymienionych warunków. Elektrony mogą korelować na dość znacznych odległościach (około 10 000 Å) poprzez fonony, których same są źródłem; jednocześnie znaczna odległość wyklucza oddziaływania kulombowskie między nimi. Można to sobie wyobrazić w następujący sposób: poruszający się w schłodzonej sieci (a więc której drgania własne zostają mocno ograniczone, co zmniejsza prawdopodobieństwo zderzenia elektronów z siecią) swobodny elektron swoim ładunkiem zaburza lokalnie równowagę energetyczną jonu, który i tak mocno ograniczony przez obniżenie temperatury ochoczo reaguje na dostawę energii, wychylając się ze swojego położenia równowagi. Pociąga to za sobą ruch innych jonów w sieci, które muszą reagować razem z nim ze względu na krystaliczność układu w jakim się znajdują. Taka dystorsja budzi falę – fonon, który będzie teraz relaksował w sieci, aż do wygaszenia lub skorelowania ze sobą dwóch elektronów o przeciwnie skierowanych spinach. Taka para nie będzie brała udziału w procesie rozpraszania energii, gdyż wartość wzoru określającego ją dąży do nieskończoności. Jest ona nośnikiem prądów nadprzewodzących – będziemy nazywać ją parą Coopera.